# Iguala
Iguala (ufficialmente Iguala de la Independencia) è una città del Messico situata nello Stato di Guerrero, nella municipalità omonima.

## Storia

### La strage di Ayotzinapa
Il 26 settembre 2014 a Iguala furono rapiti e scomparvero, venendo poi probabilmente uccisi, 43 studenti. Le versioni controverse fornite e il coinvolgimento di autorità pubbliche, provocarono proteste popolari sia in Messico sia all'estero, oltre a vari appelli da parte di organizzazioni per i diritti umani.